# أحمد طاهر زيلع

## اسمه ونسبه
أحمد طاهر علي آل زيلع المرواني، من قبيلة بني زيلع من بني مروان.

## سيرته
ولد أحمد طاهر في ميدي عام 1295 للهجرة، قيل في الموسَّم، وقيل في قرية تعشر الساحل، وقيل في ميدي.
وقد كان والده الشيخ أحمد طاهر أميراً لميدي وشيخاً لشمل بني مروان في جهات ميدي في أواخر القرن الثالث عشر، وأوائل القرن الرابع عشر الهجري.
كان أحمد طاهر يتمتع بروح قيادية قوية جعلته واحداً من قادة الدولة الإدريسية، إلى جانب تعيينة مسؤولاً عن واردات الجمارك.

## مطالبة إيطاليا بالقبض عليه
طالبت دولة إيطاليا من الدولة العثمانية القبض عليه كون ابن لأحد أكبر مشائخ بني مروان والذين تضررت إيطاليا من قرصنتهم المتكررة على الحاميات وسفن الشحن الإيطالية في البحر الأحمر وسواحل إفريقيا، لكن القوات العثمانية ردت على إيطاليا بأنها لا تستطيع القبض عليه خشية من التمرد الذي قد ينجم من بني مروان إذا تعرض أحد أعيانها للاعتقال. قال المؤرخ قيصر فرح في موسوعة سلاطين اليمن في القرن التاسع عشر:"أبلغ القائد العثماني الإيطاليين أنه لا يستطيع تسليم الشيخ طاهر لأنه سيكون له عواقب وخيمة على القوات العثمانية ، لكنه مستعد لمعاقبته بما ينص عليه القانون الإمبراطوري العثماني .
كان للشيخ طاهر سلطة كبيرة في المنطقة ، وسيكون التمرد الذي قد ينجم عن تسليمه للإيطاليين كارثياً على الوجود العثماني في اليمن".

## وفاته
قتل أحمد طاهر برصاصة طائشة من بعض أصحاب الإدريسي الذين وصلوا إلى قرب حوش الشيخ باصقر وأخذوا يطلقون النار على السعوديين في القلعة، وكان من في القلعة يردون عليهم بوابل من الرصاص؛ فدخلت أثناء ذلك رصاصة طائشة من نافذة المكتب، وأصابت الشيخ أحمد طاهر إصابةً قاتلة، وقد حدثت لمقتله ضجة في المدينة، حيث هرع الناس لتشييع جنازته ودفنه في قرية المعبوج.